# Sécheresse en France
La sécheresse en France est un aléa naturel de type sécheresse se produisant sur le territoire national français et se traduisant par l'état de l'environnement confronté à un manque d'eau significativement long et important pour qu'il ait des impacts sur la flore (naturelle ou cultivée), la faune (sauvage ou d'élevage) et les sociétés.
Il existe trois types de sécheresses liées à un déficit hydrologique : météorologique, correspondant à un déficit de précipitations, agricole ou édaphique, correspondant à un niveau faible de l’humidité des sols, et hydrologique, correspondant à un niveau anormalement bas des cours d’eau ou des nappes phréatiques. Ces sécheresses ont en général des impacts importants sur l’environnement, l’agriculture et certains autres secteurs de l’économie.
Si le déficit hydrologique se cumule avec l’aléa de retrait-gonflement des argiles, le territoire concerné peut être confronté à une sècheresse dite géotechnique pouvant occasionner de graves dégâts aux bâtiments vulnérables à ce type d’aléa.
Le risque de sécheresse, à savoir la possibilité que cet aléa survienne, est classé dans la catégorie des risques naturels majeurs. Il fait l'objet d'un suivi continu, d'un cadre réglementaire de prévision, de prévention et d’alerte et d'une information de la population.
L'information de la population est faite via différents vecteurs. Les principaux sont le site Propluvia qui informe sur l'état des arrêtés de restriction des usages de l'eau sur le territoire national, le site Onde qui présente les données de l’observatoire national des étiages et le site Ades qui rassemble les données quantitatives et qualitatives relatives aux eaux souterraines. Plus globalement, le risque sécheresse est recensé dans le dossier départemental des risques majeurs (DDRM) qui recense à l’échelle d’un département l’ensemble des risques majeurs par commune et définit l'organisation de crise et des secours. Il est complété par le plan communal de sauvegarde (PCS) qui définit l'organisation locale pour y faire face. Enfin, depuis 2006, l’information des acquéreurs ou locataires doit être faite sur les risques auxquels le bien immobilier est exposé.

## Définition et typologie

### Définition
Une sécheresse est une période de temps anormalement sèche et suffisamment longue pour causer un grave déséquilibre hydrologique. Si elle est généralement liée à un déficit de précipitations, elle est accentuée par l’augmentation, liée au réchauffement climatique, de l’évapotranspiration.
Elle doit être distinguée de deux autres notions : le stress hydrique et la pénurie d'eau :
- il y a stress hydrique lorsque la demande d’eau pour satisfaire les différents usages excède la quantité d’eau disponible en un temps et un lieu donnés. La littérature scientifique considère qu’un pays est en situation de stress hydrique lorsque la population dispose de moins de 1 700 mètres cubes d’eau par habitant et par an ;
- il y a pénurie d'eau en cas de stress hydrique aggravé. Un pays est en situation de pénurie lorsque la population dispose de moins de 1 000 mètres cubes d’eau par habitant et par an.

Ainsi une pénurie d’eau peut intervenir même en l’absence de sécheresse, du fait de la mauvaise qualité de l’eau disponible – cela peut notamment être le résultat de pollutions ou d’inondations.

### Typologie

#### Sécheresses liées à un déficit pluviométrique
On distingue plusieurs types de sécheresses, par ordre d’intensité croissante :
| Type                            | Définition |
| ------------------------------- | --- |
| météorologique                  | Elle correspond à un déficit prolongé de précipitations. |
| agricole ou édaphique           | Elle est liée à l’humidité moyenne des sols et se caractérise par un déficit en eau des sols superficiels (entre 1 et 2 m de profondeur), suffisant pour altérer le bon développement de la végétation. Elle dépend des précipitations et de l’évapotranspiration des plantes (l’eau puisée par les racines est évaporée au niveau des feuilles). La sécheresse agricole est donc sensible aux précipitations, à l’humidité et à la température de l’air, au vent mais aussi à la nature des plantes et des sols. |
| hydrologique ou hydrogéologique | Elle est caractérisée lorsque les débits des cours d’eau (hydrologique) ou le niveau des nappes phréatiques (hydrogéologique) sont anormalement bas. Elle dépend des précipitations mais aussi de l’état du sol influant sur le ruissellement et l'infiltration. Le réseau hydrographique détermine les temps de réponse aux déficits de précipitations observés sur différentes périodes. |

#### Cumul avec l’aléa retrait-gonflement des sols argileux: sécheresse géotechnique
La sécheresse géotechnique, également dénommée « retrait-gonflement des sols argileux » ou encore « sécheresse liée à la présence de sols argileux » est caractérisée par une diminution de la teneur en eau du sous-sol. Le sol argileux présente la particularité de voir sa consistance se modifier en fonction de sa teneur en eau. Dur et cassant lorsquʼil est asséché, il devient plastique et malléable à un certain degré dʼhumidité. Ces modifications de consistance peuvent sʼaccompagner de variations de volume : fortes augmentations de volume (phénomène de gonflement) lorsque la teneur en eau augmente, et inversement, rétractation (phénomène de retrait) en période de déficit pluviométrique marqué.

### Caractérisation des sècheresses en France

#### Sécheresses hydrologiques et agricoles: projet ClimSec
ClimSec est un projet de recherche sur les sécheresses des sols superficiels, qui s’est déroulé entre 2008 et 2011 et qui avait pour objectif de caractériser l’impact du changement climatique sur l’humidité des sols, et de produire de nouveaux outils pour les services chargés du suivi climatique. Le projet a été mené par la Direction de la Climatologie de Météo-France avec le soutien de la Fondation MAIF et l’appui du CNRM-GAME, du CERFACS, du Cemagref et de l’UMR Sisyphe.
La diversité des domaines d’application des sècheresses ne permet pas de disposer d’indices universels pour leur caractérisation, toutefois, l’Organisation météorologique mondiale (OMM) a recommandé en 2009 l’utilisation du Standardized Precipitation Index (SPI) pour le suivi des sècheresses météorologiques. Dans le cadre du projet ClimSec, des indices standardisés « Standardized Precipitation Index » (SPI) et « Standardized Soil Wetness Index » (SSWI) ont été utilisés pour caractériser les différents types de sécheresses (météorologique et agricole) à partir d’une climatologie de 50 ans. La moyenne de l’humidité des sols, représentée par le Soil Wetness Index (SSWI), est donnée par la formule : 
{\displaystyle SSWI={\frac {w-w_{wilt}}{w_{fc}-w_{wilt}}}} où {\displaystyle w} représente le contenu intégré en eau du sol, {\displaystyle w_{wilt}} le contenu en eau au point de flétrissement et {\displaystyle w_{fc}} le contenu en eau du sol à la capacité au champ. Les indices SPI et SSWI ont été calculés sur la période de 50 ans, commençant en 1958, avec une résolution de 8 km sur la France (8 602 mailles).

#### Sécheresses hydrogéologiques
La sécheresse hydrogéologique peut être définie selon deux perspectives :
- dans un cadre naturel : elle correspond à l’assèchement des sources pérennes, à la diminution de la contribution aux cours d’eau, aux assecs ;
- dans un cadre anthropocentrique : elle correspond à des baisses significatives de niveaux piézométriques dans les forages, conduisant à leur assèchement ou leur inexploitabilité[5].

Pour décrire la sécheresse hydrogéologique d’un système aquifère, il est donc nécessaire de caractériser des flux (recharge du système et exutoire, sources ou débits de base des cours d’eau) mais aussi des variables d’état (niveau piézométrique et réserves au sens large : emmagasinement, géométrie de l’aquifère, perméabilité, etc.). Une étude présentée lors du colloque Unesco-SHF : « Sécheresses 2019, Paris 11-12 et 13 décembre 2019 » précise qu'en plus du manuel de l'OMM, plusieurs publications détaillent les indicateurs les plus usités, en décrivant leurs mérites et leurs faiblesses : on peut citer [Tallaksen et Van Lanen, 2004], [Mishra et Singh, 2010] et enfin [Van Loon, 2015] et en propose de nouveaux en les testant dans le contexte français.

## Histoire

### Séries historiques

#### Sécheresses pluviométriques
De longues séries de données pluviométriques permettent d’analyser les sécheresses météorologiques depuis la fin du XIXe siècle. Celle disponible sur Paris, à l'observatoire météorologique du Parc Montsouris, depuis 1873 est par exemple marquée par une forte variabilité interannuelle à décennale. La sécheresse de 1921 qui a duré de décembre 1920 à mai 1922, avec un pic en janvier 1922, était de loin la plus sévère des 150 années ayant précédé 2022. Elle est suivie, en matière de sévérité, par deux sécheresses successives à la fin des années 1940 (octobre 1945 à mai 1946 et février 1949 à avril 1950). La sécheresse forte la plus récente et antérieure à 2022 a eu lieu en 2005.

Évolution des sècheresses météorologiques en France entre 1874 et 2018 (indice SPI) (d'après les données de l'observatoire du Parc Montsouris).

Si les précipitations s'apprécient sur l'ensemble de la période précédant l'état de crise et notamment l'automne et le printemps précédents, le mois de juillet est néanmoins un marqueur permettant pour partie de qualifier la situation. Le mois de juillet 2022 est ainsi le plus sec jamais enregistré depuis 1959, soit le début des mesures. Selon les données de Météo France, il n’a plu que 9,7 millimètres entre le 1er et le 31 juillet 2022, contre 90,8 mm en 2021, soit dix fois plus. Les précédents records à la baisse de précipitations au mois de juillet étaient 1963 (24,7 mm), 1967 (29,4 mm), 1979 (27,5 mm) et 2019 (16,7 mm).

Cumul de pluie au mois de juillet en France entre 1959 et 2022 (en millimètres de pluie).

#### Sécheresses agricoles
Le graphique représentant la fraction du territoire en sécheresse agricole au cours d’une année de 1958 à 2018 donne un diagnostic assez différent de celui posé pour les sécheresses météorologiques. La tendance à l'augmentation de la fréquence et de l'intensité des sécheresses (au sens de la surface affectée) est particulièrement nette depuis la fin des années 1980. Entre 1975 et 1991, environ 5 % de la surface agricole utile est drainée. L'augmentation des surfaces touchées par la sécheresse a eu lieu pendant cette période et est stable depuis 30 ans.

Pourcentage de surface agricole affectée par la sécheresse en France entre 1959 et 2018.

### Événements historiques remarquables

#### Sécheresse de 1921
En 1921, une sécheresse exceptionnelle a sévi sur l'Ouest de l’Europe. À l'observatoire du Parc Saint-Maur, les six premiers mois de l’année ont été déficitaires de 60 %. La sécheresse, qui a atteint son maximum dans le bassin parisien, s’est étendue à toute la France, l’Angleterre, les Pays-Bas, l'Ouest de l'Allemagne et la Suisse. Le déficit était de 38 % à Nantes, de 42 % a Dunkerque et à Bordeaux. Cette pénurie des pluies, qui sévissait déjà à la fin de 1920, a eu pour conséquence un abaissement général des nappes d’eau souterraines et une diminution importante du débit des rivières, mais aussi de l’alimentation des canaux, entraînant une gêne sérieuse dans l’exploitation des voies de navigation intérieure. La sécheresse a continué en juillet et ce n’est que dans la première quinzaine d’août que des orages ont amené des précipitations et rafraîchi l’atmosphère,
.

#### Sécheresse de 1942-1949
La France a connu de 1942 à 1949 une période sèche d'une gravité toute particulière, la plus importante de l'origine des observations pluviométriques à 1950. L'année septembre-août ou octobre-septembre 1948-1949 a été en particulier une des plus sèches que la France a connues, après celle de 1921 qui conserve le record connu de pénurie pour 12 mois consécutifs dans la majeure partie du pays (à la date d’établissement du rapport en 1950). Les cours d’eau ont connu de très nombreux assecs, notamment dans le Centre, le Sud-Ouest et l’Ouest où les débits moyens annuels sont tombés à des valeurs très faibles, entre 10 et 30 % pour de nombreuses rivières pluviales ou pluvio-nivales aux bassins semi-montagneux et de 3 à 5 % pour de nombreux cours d’eau de plaine.

#### Sécheresse de 1976

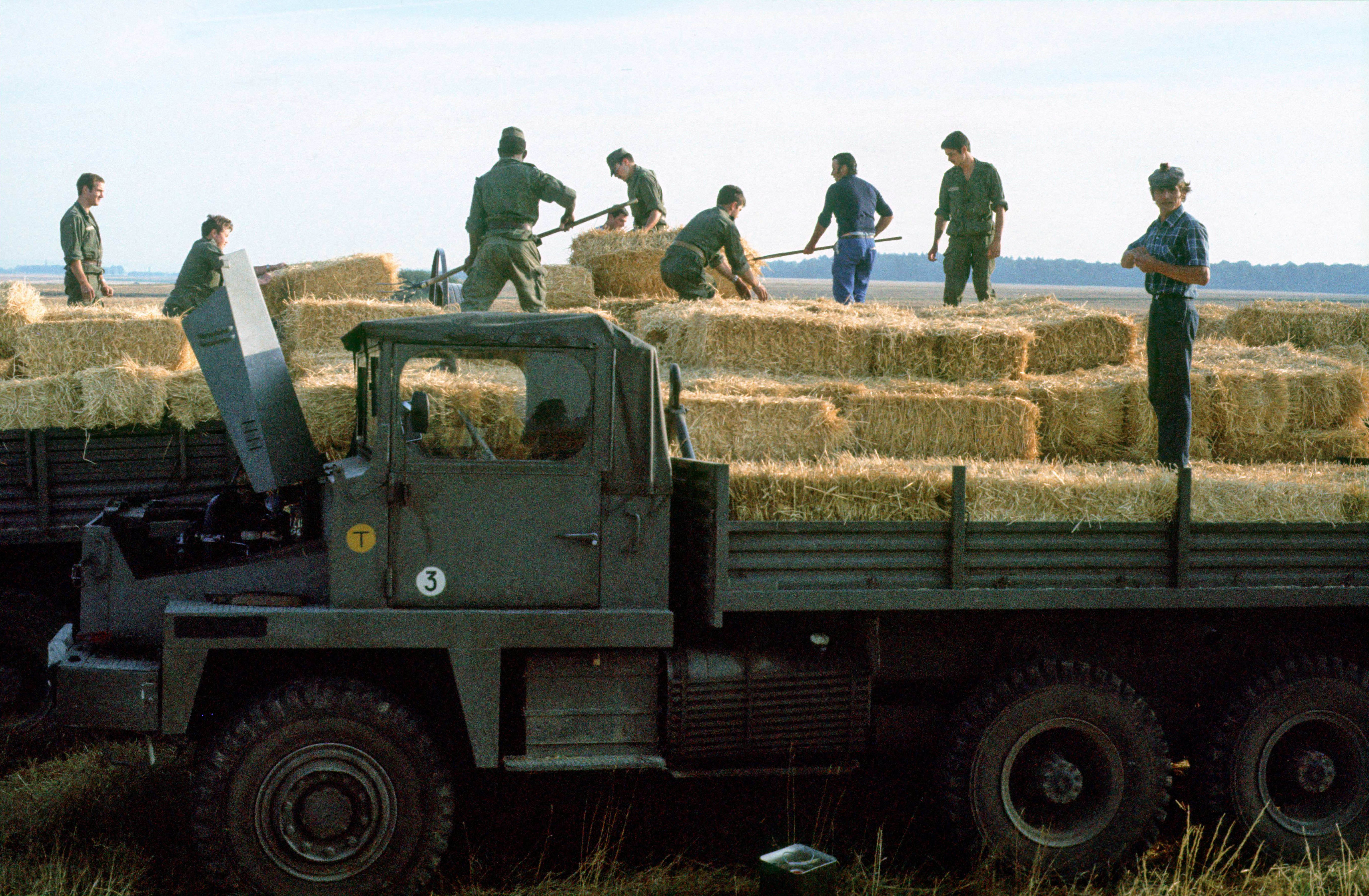
Intervention de l'armée française, pour transporter la paille destinée aux éleveurs. Ici, le 57e régiment de transmissions en Bourgogne.

La sécheresse de 1976, qualifiée par le président de l’époque Valéry Giscard d'Estaing de « calamité nationale », est une des plus importantes qu'a connue la France. Après un hiver et un printemps déjà marqués par un déficit de pluie, le pays a été touché par un épisode d’intense chaleur estivale qu’il n’avait pas connu depuis 1921. Dans certaines régions, moins de 10 % des pluies habituellement mesurées tombent entre avril et juillet 1976. Le bétail manque de fourrage, les prix des fruits et légumes s'envolent (le kilo de tomates passe ainsi de 4,30 francs à 7,20 francs en une semaine, indique l'édition du Monde du 16 juin), et la production d'électricité d'origine hydraulique chute de 30 %. Le chiffre final des pertes agricoles, publié en septembre 1976 par l’INSEE, porte sur une baisse de 5,6 milliards du revenu agricole, soit 9,4% de ce même revenu.
Les premières mesures sont prises dès le mois de juin 1976, avec l’intervention de l'ONIBEV et l’aide aux transports de fourrages Sur une production totale d’environ 19 millions de tonnes, 1,1 million seront transportés vers les régions d’élevage. Lors du dernier conseil des ministres du gouvernement Jacques Chirac, le 25 août 1976, une aide aux agriculteurs de 2,2 milliards de francs est décidée. Elle est financée en partie par un exceptionnel impôt sécheresse basé sur l'impôt sur le revenu, acquitté par plus de 3 millions de contribuables, 9,5 millions de contribuables en étant exonérés. Le montant total de l'aide sécheresse est fixé à 6 milliards le 22 septembre 1976, dont 90 % pour les éleveurs, selon une répartition départementale,.

#### Sécheresse de 1989-1990: longue et intense
Pour Météo-France, la sécheresse de 1989-1990 est « la plus sévère des cinquante dernières années en termes de déficits d’humidité du sol et de précipitation ». Elle est aussi la plus longue. De novembre 1988 à octobre 1989, le total des précipitations sur la France continentale est de 560 mm (moyenne de 31 stations de la météorologie nationale réparties sur l'ensemble du territoire), ce qui représente 73 % de la normale. Cette valeur est la plus faible de la période 1957-1989 et sa récurrence peut être estimée en 1990 à une année sur cent. Les conséquences pour l'agriculture, l’élevage et l'environnement sont importantes. Le Fonds national de garantie des calamités agricoles (FNGCA) a distribué 2,9 milliards de francs sur ces deux années, épuisant ses ressources. 90 % des indemnisations du Fonds étaient ainsi consacrées à la sécheresse.
Cette sécheresse a mis en lumière les carences de la réglementation en vigueur : impossibilité de quantifier les prélèvements dans les eaux non domaniales, pas de maîtrise des prélèvements en nappe souterraine. L'absence d'outils réglementaires autorisant la puissance publique à répartir les faibles ressources au mieux de l'intérêt général s'est fait cruellement sentir. Ce constat conduira, entre autres, à la refonte de la gestion de l’eau avec la loi sur l’eau de 1992.

#### Sécheresse de 2003: très étendue
En plus des températures caniculaires, l’été 2003, qui reste à ce jour[Quand ?] la période la plus chaude de France, a été marqué par une grande sécheresse. Dès fin juillet, des restrictions d’eau ont été décrétées dans plus de cinquante départements. Les incendies se sont succédé dans le sud de la France et en Corse. Le revenu agricole en 2003 est toutefois resté stable si on le calcule sur l’ensemble des orientations techniques. Malgré la baisse en volume des récoltes (-21 %), des fortes hausses de prix ont en effet limité à moins de 2 % la baisse du revenu. On constate des baisses de rendement aussi importantes que 30 % en Haute-Garonne et dans le Gers, et 44 % dans le Tarn.

#### Sécheresse de 2011: précoce
Alors que les sécheresses ont majoritairement lieu en été, celle de 2011 apparaît au printemps. Fait rare, en mai, une cinquantaine de départements faisaient déjà l’objet de restrictions portant sur la consommation d’eau. Ce printemps est le plus chaud jamais enregistré par Météo-France depuis 1900 et le plus sec depuis 50 ans. À titre de comparaison, celui de 2022 arrive en troisième position. Le bilan hydrologique a été déficitaire de plus de 10 % sur l'ensemble du pays, avec des pics de déficit de plus de 25 % en Charente, Dordogne et Aveyron.

#### Sécheresse de 2018: tardive
Après un printemps 2018 arrosé, la sécheresse s'installe progressivement à la fin de l'été et à l'automne après des températures caniculaires et des pluies insuffisantes. Durant l'automne, plus de 60 départements français sont touchés par des restrictions d'eau, selon le site internet ministériel Propluvia. Au 12 novembre, 31 départements sont encore concernés par des arrêtés préfectoraux de restriction d'eau, en particulier dans les régions Grand Est, Bourgogne-Franche-Comté, Auvergne-Rhône-Alpes et Hauts-de-France,.

#### Sècheresse de 2022: historique
En juillet 2022, la sécheresse des sols superficiels est exceptionnelle. À compter du 17 juillet, elle est la plus sévère jamais enregistrée, battant celle de 1976. La pluviosité est largement déficitaire sur tout le pays, avec seulement 9,7 mm, record absolu, avec des baisses de 85 %, voire souvent plus de 90 %. Combinée à des températures caniculaires, cette sécheresse a favorisé la propagation des feux de forêts sur la façade atlantique, particulièrement nombreux en Gironde et dans les Landes, ainsi que sur le pourtour méditerranéen.
Le 4 août 2022, 93 départements sont concernés par des arrêtés de restriction temporaire des usages de l’eau dont le niveau maximal d'alerte est la « crise » (rouge sur la carte). Parmi ces départements, une bonne partie de l’ouest du bassin de la Loire avec l’Indre, la Loire-Atlantique, la Mayenne, la Sarthe, les Deux-Sèvres, la Vendée et la Vienne, mais aussi la Drôme, l’intérieur du Var, le Lot ou le Val-de-Marne. Début août 2021, seulement onze départements de la métropole étaient en situation de crise, contre 62 en 2022.

## Causes
Les deux principales causes à l’origine des sécheresses sont un manque de précipitations et un excès de prélèvements d'eau par rapport aux capacités disponibles.

### Causes naturelles: manque de précipitations
En France métropolitaine, les précipitations apportent en moyenne 512 milliards de m3 d’eau par an. Une partie de l’eau retourne vers l'atmosphère via l'évaporation de la végétation, du sol, etc. L'autre partie, environ 40 % (soit environ 200 milliards de m3 d’eau), constitue la pluie efficace. C’est l’eau qui est disponible pour alimenter les cours d'eau et les nappes souterraines via les écoulements et l’infiltration.
La sécheresse peut résulter d’un manque de pluie. Elle survient lorsque la quantité de pluie est nettement inférieure aux normales saisonnières sur une certaine période. Lorsque le manque de pluie survient en hiver ou au printemps, il empêche le bon remplissage des nappes phréatiques qui s’effectue habituellement à cette époque de l'année. Après le mois d’avril, l’eau de pluie est essentiellement absorbée par les plantes, alors en pleine croissance, ou s’évapore à cause de la chaleur. La sécheresse peut être accentuée par des températures élevées, notamment en été.

### Causes humaines: prélèvements d'eau excessifs
Selon l’édition 2019 du rapport sur l’environnement en France, établi par le service de la donnée et des études statistiques du Commissariat général au développement durable, les activités humaines prélèvent, en métropole, 30 milliards de m3 d’eau douce extraite des eaux souterraines et des eaux de surface chaque année depuis 1990, soit 440 m3/hab. en 2016.
La répartition des prélèvements d’eau par usages est la suivante :
- 51% pour le refroidissement des centrales électriques ;
- 16 % pour les canaux de navigation ;
- 16% pour la production d’eau potable ;
- 9 % pour l’agriculture ;
- 8 % pour les autres activités dont l’industrie.

Le volume d’eau douce prélevée pour satisfaire les principaux usages de l’eau représente environ 15 % de la pluie efficace (moyenne 2008-2018).
Une consommation d’eau excessive pour les activités humaines peut entraîner une aggravation de la sécheresse. Une mauvaise gestion des réserves d’eau par l’homme dans le cadre de ses exploitations agricoles, industrielles et domestiques contribue à cette aggravation. Une surexploitation des ressources en eau peut également entraîner un assèchement des nappes phréatiques et menacer leur pérennité.

## Conséquences

### Environnement

#### Impacts sur les milieux naturels et la biodiversité

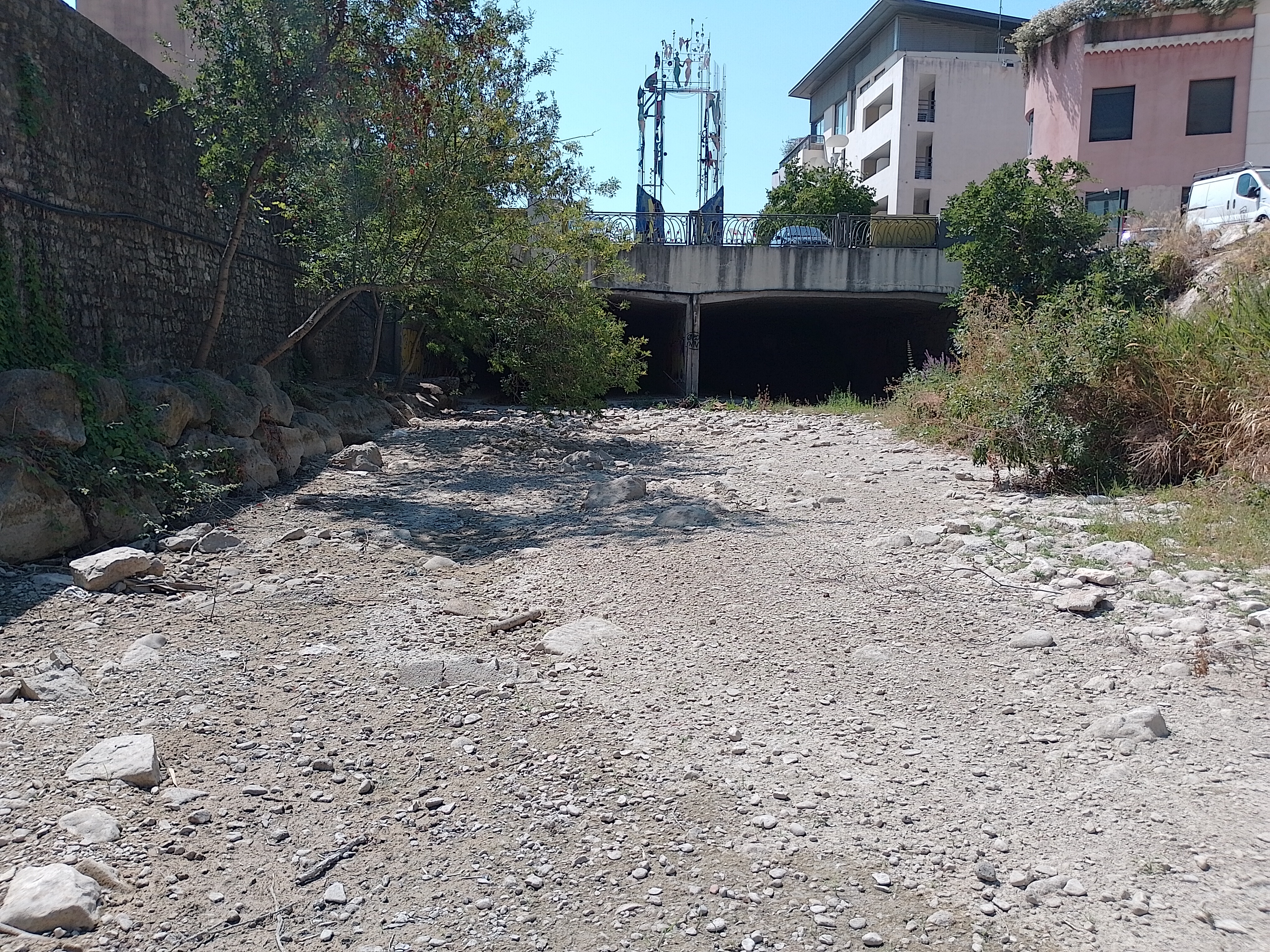
Le cours du fleuve Huveaune asséché à Aubagne en juillet 2022.

L'assèchement des cours d'eau entraîne une fragmentation des milieux naturels et peut empêcher la mobilité des espèces comme les poissons ou les amphibiens, en particulier jusqu’à leur lieu de frayère.
L'assèchement complet d’une partie du linéaire de la rivière entraîne la mort de toutes les espèces peu mobiles et incapables de survivre au manque d’eau. En France métropolitaine, entre fin mai et fin septembre 2016, 77 % des observations ont permis d'identifier des assecs de cours d'eau.

#### Impacts sur les forêts: dépérissement et incendies
La sécheresse, couplée à des températures anormalement élevées sur une période longue, a de fortes conséquences sur les arbres forestiers. Dans un premier temps, des mortalités sont observées au niveau des plantations et des jaunissements, des rougissements et des pertes de feuilles se manifestent rapidement dans certains peuplements. La sécheresse exceptionnelle de 2018 illustre parfaitement cette problématique où les dommages sont essentiellement marqués dans les régions Bourgogne-Franche Comté et Grand Est, avec en outre une multiplication d'attaques d'insectes ravageurs sur les épicéas (scolytes), les pins (décollements d’écorces et mortalités d’arbres, dans le Nord, en Seine-et-Marne, Essonne et Indre), les sapins (insectes cambiophages en particulier dans les Vosges, le Jura et le Massif Central, mais également dans les Alpes et les Pyrénées).
La végétation ainsi fragilisée est particulièrement sensible au feu. En 2019, 15 000 hectares de forêt ont été détruits par les flammes. Les activités humaines sont le plus souvent la cause de ces incendies : 9 feux sur 10 sont d’origine humaine.

#### Altération de la qualité de l'eau
La diminution du débit des cours d'eau favorise l’augmentation de la température de l’eau, avec des conséquences directes sur la qualité physico-chimique de l’eau. Par exemple, la quantité d’oxygène dissous dans l'eau diminue lorsque sa température augmente. En outre, dans la mesure où les rejets dans les milieux interviennent toute l’année, indépendamment d’épisodes de sécheresse, la baisse des débits conduit souvent à une moindre dilution et une évacuation plus limitée des substances rejetées, augmentant ainsi leur concentration dans certaines portions de cours d’eau, et entraînant une altération de la qualité de l’eau.

### Agriculture

#### Impacts sur les rendements et les prix alimentaires
Tout agriculteur en France qui n’a pas recours à l'irrigation est confronté au risque de sécheresse édaphique, avec plus de fréquence en conditions méridionales, sur sol superficiel et pour les cultures d’été. Les effets de la sécheresse sur le sol et la culture selon la période à laquelle elle se manifeste peuvent être synthétisés dans le tableau suivant.
| Processus affectés                                   | Printemps             | Été                  | Automne                               | Hiver                     |
| ---------------------------------------------------- | --------------------- | -------------------- | ------------------------------------- | ------------------------- |
| Recomblement de la réserve en eau du sol             | +                     | ++                   | +                                     |                           |
| Implantation des cultures (y compris travail du sol) | ++ (cultures d’hiver) | +                    | ++ (cultures de printemps)            |                           |
| Prélèvement d’azote (croissance pré-floraison)       |                       | + (cultures d’hiver) | ++ (cultures d'hiver et de printemps) | + (cultures de printemps) |
| Alimentation hydrique                                |                       |                      | +                                     | ++                        |

On peut caractériser la sécheresse agricole par plusieurs critères : exceptionnelle ou structurelle, prévisible ou aléatoire, intense ou non, précoce ou non, durable ou non : ces caractéristiques permettent ou non à l’agriculteur de s’adapter (en stratégique, en tactique…). À défaut d'adaptation, les rendements agricoles s'en trouvent grandement affectés.

### Ressources énergétiques
En France, l’hydroélectricité est la deuxième source de production électrique derrière le nucléaire et la première source d’électricité renouvelable. Avec environ 25,7 GW (gigawatts) installés en France métropolitaine, le pays dispose de l’un des plus grands parcs hydroélectriques en Europe. Cette puissance représente environ 20 % de la puissance électrique totale installée. Il existe quatre types de centrales :
- les installations dites « au fil de l’eau », qui turbinent tout ou partie du débit d’un cours d’eau en continu ;
- les installations dites par « éclusées », qui disposent d’une petite capacité de stockage, typiquement comprise entre 2 heures et 400 heures de production ;
- les installations dites « centrale de lac » disposant d’une retenue plus importante ;
- les « stations de transfert d’énergie par pompage » ou STEP, utilisées pour le stockage de l’énergie électrique : ces installations permettent de pomper pendant les périodes de moindre consommation d’électricité vers un réservoir haut des volumes d’eau pour les turbiner pendant les pics de consommation.

Les périodes de sécheresse entrainent l'étiage des cours d'eau, voire leur assec, et la diminution tant des réservoirs de stockage des eaux superficielles, que des nappes d'eaux souterraines. De ce fait les capacités de production hydroélectrique sont directement impactées en période de sécheresse.

## Lien avec le dérèglement climatique
Le réchauffement climatique multiplie et intensifie les phénomènes de canicules ou de vagues de chaleur notamment, mais il rend également les sécheresses plus fréquentes, plus intenses, plus longues, et plus précoces à mesure que les températures des océans et des continents et la température moyenne du globe, actuellement à 1,2 °C par rapport à l'ère pré-industrielle, augmentent avec nos émissions de gaz à effet de serre. En effet, le réchauffement de l'atmosphère provoqué par ces émissions augmente à la fois l'étendue géographique et l'intensité des phénomènes d'anticyclones; avec l'expansion de l'anticyclone, analogue à l'expansion de l'air lors des expériences où l'on fait monter la température dans des boîtes de gaz, cet anticyclone finit de s'étendre au contact de la tropopause, couche fine de l'atmosphère limitant son expansion, après quoi l'anticyclone s'intensifie car il ne peut s'étendre que dans les limites de cette atmosphère. Avec ce phénomène, les pluies sont repoussées plus loin et privent de plus en plus certaines régions du globe, citons notamment le pourtour méditerranéen en Europe, au Moyen-Orient et en Afrique du Nord, ces régions deviennent alors plus sèches, et l'eau se raréfie. Cette multiplication et intensification des sécheresses a des conséquences en cascade sur les écosystèmes, liés à l'eau douce, et ainsi les populations : pressions sur les espèces aquatiques et semi-aquatiques, sur la faune et la flore, dépérissement des forêts et incendies, manque d'eau potable, perte de récoltes ou d'animaux pour l'élevage etc. Et ces pressions sur les écosystèmes et les sociétés humaines, que nous commençons déjà à subir dans de nombreuses régions du monde et également en France, ne feront que s'amplifier à mesure que les températures augmentent et que, à plus long terme, les émissions de gaz à effet de serre augmentent ou se maintiennent au niveau actuel (décennie 2020-2030), et conduiront ainsi à des changements majeurs au niveau des écosystèmes et des sociétés humaines.

## Cadre législatif et réglementaire de la gestion de l'eau

### Cadre national général
L’article L211-1 du code de l'environnement promeut une gestion équilibrée et durable de la ressource en eau. Elle doit permettre en priorité de satisfaire les exigences de la santé, de la salubrité publique, de la sécurité civile et de l'alimentation en eau potable de la population. Elle doit également permettre de satisfaire ou concilier, lors des différents usages, activités ou travaux, les exigences :
- de la vie biologique du milieu récepteur, et spécialement de la faune piscicole et conchylicole ;
- de la conservation et du libre écoulement des eaux et de la protection contre les inondations ;
- de l'agriculture, des pêches et des cultures marines, de la pêche en eau douce, de l'industrie, de la production d'énergie, en particulier pour assurer la sécurité du système électrique, des transports, du tourisme, de la protection des sites, des loisirs et des sports nautiques ainsi que de toutes autres activités humaines légalement exercées.

Un nouveau cadre pour la gestion de la sécheresse est défini par le décret du 23 juin 2021 et sa circulaire d'application en date du 27 juillet 2022. Sa mise en œuvre s’est concrétisée par des arrêtés-cadre, qui définissent en amont des crises les mesures de restriction à prendre. Ils sont destinés à renforcer l’anticipation, améliorer la lisibilité des décisions et donner de la visibilité aux acteurs
. Un guide de mise en œuvre des mesures de restriction des usages de l’eau en période de sécheresse a été publié par le ministère de la Transition écologique et de la Cohésion des territoires en juin 2022.

### Réglementations spécifiques

#### Débit réservé des cours d'eau
Les installations, ouvrages, travaux ou activités (IOTA) sont soumis à autorisation environnementale (Art. L.214-3 du code de l'environnement) pour les opérations susceptibles de présenter des dangers pour la santé et la sécurité publique, nuire au libre écoulement des eaux, réduire la ressource en eaux, accroître notablement le risque d'inondation ou porter gravement atteinte à la qualité ou à la diversité du milieu aquatique. Les IOTA ne présentant pas ces dangers sont soumis à déclaration. La nomenclature et la procédure des IOTA a été réformée en 2020.
Une des exigences imposée par la législation pour certains IOTA (moulins notamment), particulièrement sensible en période de sécheresse, est l’obligation de maintenir un débit minimal, dit réservé ou débit minimum biologique, dans les cours d'eau où ils sont installés afin de garantir en permanence la vie normale des espèces vivant dans ces eaux. Ce débit, d’une manière générale, ne doit pas être inférieur au 1/10e du module, le module étant le débit moyen inter-annuel (sur 15 ans minimum). Sur les cours d’eau dont le module est supérieur à 80 mètres cubes par seconde ainsi qu’à l’aval d’ouvrages assurant la production d’électricité aux heures de pointe, ce débit ne doit pas être inférieur au 1/20e du module.
Le décret du 3 août 2019 autorise toutefois une dérogation à cette obligation d’un débit réservé fixé au 1/10e du module, pour les cours d’eau dits « méditerranéens » « à forte amplitude naturelle de débit, aux étiages très marqués ». Sont concernés les cours d’eau « situés en Corse et, pour ceux relevant du bassin Rhône-Méditerranée, leurs parties situées dans les départements des Hautes-Alpes, des Alpes-de-Haute-Provence, des Alpes-Maritimes, du Var, des Bouches-du-Rhône, du Vaucluse, du Gard, de l’Hérault, de l’Aude, des Pyrénées-Orientales, de la Drôme, de l’Ardèche ou de la Lozère ». Cette disposition est critiquée par certains associations qui considèrent qu’elle fragilise encore plus les cours d’eau en cas de sécheresse.

#### Forages domestiques
Tout particulier utilisant ou souhaitant réaliser un ouvrage de prélèvement d’eau souterraine (puits ou forage) à des fins d’usage domestique doit, depuis le 1er janvier 2007, déclarer cet ouvrage ou son projet en mairie. Est assimilé à un usage domestique de l’eau, tout prélèvement inférieur ou égal à 1 000 mètres cubes d’eau par an, qu’il soit effectué par une personne physique ou une personne morale et qu’il le soit au moyen d’une seule installation ou de plusieurs. L’eau destinée à l’alimentation de plus d’une famille doit faire l’objet d’une autorisation préfectorale préalable. Et si cette eau est destinée à l’alimentation de plus de 50 personnes, si le débit journalier est supérieur à 10 mètres cubes ou si, quel que soit le débit, cette eau est fournie dans le cadre d’une activité publique ou commerciale (comme un camping ou un hôtel), elle est soumise au contrôle sanitaire de l’agence régionale de santé.
En cas de restrictions consécutives à une sécheresse, les propriétaires de ces installations sont soumis aux mêmes restrictions que leurs voisins et ne peuvent donc pas utiliser leur forage ou puits.

## Gestion du risque

### Gouvernance au niveau national

#### Anticipation et suivi hydrologique
Le comité d'anticipation et de suivi hydrologique (CASH) est créé par le décret du 23 juin 2021 en vue notamment de mieux anticiper et gérer les épisodes de sécheresse en métropole et dans les territoires ultramarins,. Il est chargé :
- d'échanger et d'informer sur la situation hydrologique à court et long terme afin d'accompagner les territoires dans l'anticipation du risque de sécheresse, la gestion des crises et la résorption de façon structurelle des phénomènes répétés de sécheresse ;
- de proposer au Comité national de l'eau, dans le contexte du changement climatique, des recommandations et des actions préventives ou compensatrices rendues nécessaires par la situation hydrologique ainsi que des actions destinées à résorber de façon structurelle le déficit quantitatif.

Il est composé de 44 membres : dont un président, 14 représentants du collège de l'État et de ses établissements publics, et 29 membres désignés par le Comité national de l'eau, dont 14 représentants des collectivités territoriales et 15 représentants des usagers. Ce comité s’est réuni deux fois en 2022, les 16 mars et 18 mai, pour faire le point sur la situation et renforcer les mesures d’économie d’eau. Une carte des territoires avec risques de sécheresse d'ici à l'été 2022 a été communiquée à cette occasion,.

#### Réseaux nationaux de mesure
L’État entretient différents réseaux nationaux qui peuvent être mobilisés par les services, qu’il s’agisse de données et mesures (Banque Hydro, réseau piézométrique), d’observations (réseau ONDE) ou de prévisions hydrométéorologiques. Le détail est donné dans la section ci-après « Outils de surveillance et de prévision ».

#### Information du public: Propluvia
Des restrictions d’eau graduelles et temporaires sont déclenchées par les préfets pour préserver les utilisations prioritaires de santé, sécurité civile et d’approvisionnement en eau potable. Elles sont consultables sur le site Propluvia.

### Gouvernance au niveau du bassin
Le préfet coordonnateur de bassin prend par arrêté des orientations (« arrêté d’orientation » à l’échelle du district hydrographique) pour assurer la gestion de la sécheresse sur l’ensemble du bassin. Il fixe sur tout le bassin les orientations relatives aux conditions de déclenchement, aux mesures de restriction par usage, sous-catégorie d’usages et type d’activités en fonction du niveau de gravité, aux conditions selon lesquelles, un usager pourra, à titre exceptionnel, bénéficier d’une décision individuelle de restriction moins stricte ainsi qu’aux modalités de prise des décisions de restrictions. L’arrêté d'orientation fixe un niveau de prescriptions minimales aux arrêtés cadre interdépartementaux ou départementaux qui déclinent au niveau local les orientations du préfet coordonnateur de bassin.

### Gouvernance au niveau départemental
Le préfet départemental prend, en tant que de besoin, un arrêté cadre, cohérent avec l’arrêté d’orientation au niveau du bassin, désignant la ou les zones d’alerte, indiquant les conditions de déclenchement à considérer (seuils de débit, cotes piézométriques, données d’observation sur les assecs, stations de référence et points nodaux, suivi des stocks de soutien d’étiage) et mentionnant les mesures de restriction graduées et temporaires à prendre selon 4 niveaux de gravité (vigilance, alerte, alerte renforcée et crise).
Dès lors que le ou les préfets constatent que les conditions de franchissement d’un niveau de gravité prévues par l’arrêté cadre sont remplies, un arrêté de restriction temporaire des usages est pris dans les plus courts délais et selon les modalités définies par l’arrêté cadre, entraînant la mise en œuvre des mesures envisagées.

## Surveillance, vigilance et alerte

### Outils de surveillance et de prévision

#### Prévisions atmosphériques et hydrologiques des sécheresses
Météo-France produit en temps réel des données de caractérisation et des prévisions atmosphériques et hydrologiques qui permettent le suivi, mais aussi l’anticipation des épisodes de sécheresse météorologique (prévisions de précipitations et de température), agricole (prévisions de l’humidité des sols superficiels) ou hydrologique (prévisions des débits et des étiages). Les prévisions météorologiques couvrent l’ensemble du territoire métropolitain et concernent les mêmes échéances temporelles que les prévisions atmosphériques (de quelques jours à quelques mois).

#### Débit des cours d’eau: stations hydrométriques
La surveillance des cours d’eau s'appuie historiquement sur le réseau des stations hydrométriques de l’État, géré par les unités d’hydrométrie des DREAL. Dans le cadre de la réforme de l'hydrométrie, les données hydrométriques historiques et en temps réel sont disponibles et accessibles au grand public depuis 2022 via une seule et même base de données centrale : la Plate-forme HYDRO Centrale (PHyC). L'administration de cette base de données est assurée par le Service central d'hydrométéorologie et d'appui à la prévision des inondations (Schapi) dans le cadre du Système d'information sur l'eau (SIE),.

#### Observatoire national des étiages: Onde
L'observatoire national des étiages (ONDE) constitue un réseau de connaissance sur les étiages estivaux métropolitains mais est aussi un outil d’aide à l’anticipation et à la gestion de crise. Chaque département est au minimum couvert par trente stations d’observation, à l’exception du Val-de-Marne qui n’en possède que deux. En 2022, le réseau compte environ 3 235 stations.

#### Connaissance des prélèvements
Les installations soumises à autorisation ou à déclaration permettant d’effectuer à des fins non domestiques des prélèvements en eau superficielle ou des déversements, ainsi que toute installation de pompage des eaux souterraines, doivent être pourvues des moyens de mesure ou d’évaluation appropriés. Lorsque le prélèvement d’eau est réalisé par pompage, la mesure est effectuée au moyen d’un compteur d’eau.

#### Suivi des stocks de soutien d’étiage
La bonne gestion des stocks vis-à-vis des usages prioritaires vise à optimiser les débits de lâchers d’eau dans le temps en ciblant un débit objectif de gestion à l’aval pour le soutien d’étiage, le refroidissement des centres nucléaire de production d’électricité ou l’approvisionnement en eau potable de secteurs d’agglomération.

#### Outils des acteurs de l’eau et données de sciences participatives
Certains acteurs de l’eau disposent de données acquises par eux-mêmes, permettant de développer notamment des indicateurs intégrant l’impact sur la biodiversité. Ces informations sont à porter à connaissance aux membres du comité de « ressources en eau ».

#### Prévision des débits des cours d’eau: le modèle PREMHYCE
Le projet PREMHYCE a permis de développer une plateforme web fournissant des outils opérationnels pour la prévision des débits des cours d’eau. Cet outil est issu d'une étude d’évaluation des modèles de prévision hydrologique lancée lancé en 2011 par l'Office français pour la biodiversité (OFB) (ex AFB/ONEMA) et la Direction de l'eau et de la biodiversité (DEB) du Ministère de l'Écologie,.

#### Suivi et prévision du niveau des nappes: Aqui-FR
Afin de développer des capacités de prévision, la plate-forme nationale de modélisation hydrogéologique Aqui-FR est développée conjointement par un consortium rassemblant le BRGM, le CNRS, Mines Paristech, Météo-France, avec le soutien du Cerfacs. Elle permet de modéliser le niveau d’environ un tiers des aquifères sédimentaires français avec une représentation multicouche couvrant une zone continue allant de Poitou-Charentes jusqu’aux Hauts-de-France, le sud de l’Alsace et le Tarn-et-Garonne, ainsi que le débit des sources de plusieurs systèmes karstiques,.

### Vigilance météorologique

Vigilance météorologique de Météo France pour les journées du 27 et 28 juin 2019

La vigilance météorologique de Météo-France est une procédure nationale d'information de la population, des pouvoirs publics, des services de la sécurité civile et des autorités sanitaires en cas de phénomènes météorologiques dangereux prévus par Météo-France. Elle attire l'attention de tous sur les dangers potentiels au niveau départemental d'une situation météorologique particulière et informe des conséquences possibles et des précautions spécifiques pour s'en protéger au mieux. Conçue en 2001 pour 5 phénomènes, la Vigilance couvre aujourd’hui 9 phénomènes : vent violent, orages, neige-verglas, avalanches, canicule et grand froid (depuis 2004), pluie-inondation, vagues-submersion (depuis 2011) et crues (relais depuis 2020 de l’information produite par le réseau Vigicrues).

### Suivi hydrologique
Tous les mois, un bulletin national de situation hydrologique est publié faisant état de la situation hydrologique en France. Il est constitué d’un ensemble d’informations issues de différents producteurs et gestionnaires de données : la pluviométrie et la sécheresse des sols (Météo-France), les débits des cours d’eau (DREAL de bassin et Service central d'hydrométéorologie et d'appui à la prévision des inondations), les niveaux des nappes d'eau souterraine (BRGM), les observations sur les étiages de cours d’eau (Office français de la biodiversité) et le remplissage des barrages-réservoirs (EDF, VNF, établissements publics territoriaux de 
bassin (EPTB)…).

### Système d’alerte sécheresse
Le contenu des arrêtés cadre départementaux ou interdépartementaux est fondé sur un zonage (zones d’alerte), des niveaux de gravité rattachés à des conditions de déclenchement (seuils de débits, niveaux de nappes d’eau souterraine, données d’observation sur les assecs, stations de référence et points nodaux) et des mesures de restriction graduées et à prendre selon le niveau de gravité (vigilance, alerte, alerte renforcée et crise).

#### Zones d'alerte
Pour gérer efficacement la sécheresse, la France est divisée en zones d’alerte, déterminées comme des ensembles cohérents associés à la ressource en eau. Une zone d’alerte est une unité hydrologique ou hydrogéologique cohérente pour laquelle l’administration est susceptible de prescrire des mesures de restriction. Cette zone peut être tout ou partie d’un sous bassin et sa nappe d’accompagnement, tout ou partie d’une masse d’eau souterraine ou d’un groupe de masses d’eau souterraine. La délimitation des zones d’alerte doit tenir compte des moyens de surveillance existants pour permettre un suivi adapté et établir des conditions de déclenchement.

#### Niveaux d'alerte
Si les pressions sur la ressource sont trop importantes, quatre niveaux de gravité croissants peuvent être constatés : vigilance, alerte, alerte renforcée et crise. Des mesures de restrictions graduelles sont alors prises par arrêté préfectoral sur la ou les zone(s) d’alerte concernée(s).
| Niveau | Niveau           | Mesures de restrictions |
| ------ | ---------------- | --- |
| 4      | Crise            | Arrêt des prélèvements non prioritaires y compris à des fins agricoles. Consommation réservée uniquement aux usages prioritaires (santé, sécurité civile, eau potable). |
| 3      | Alerte renforcée | Aux réductions précédentes, les restrictions d'utilisation de l'eau à des fins agricoles sont élargies et peuvent aller jusqu'à l'interdiction de certains prélèvements directs dans les cours d'eau et les nappes d'accompagnement. |
| 2      | Alerte           | Interdiction à certaines heures d'arroser les jardins, espaces verts, golfs. Restrictions possibles quant au remplissage des piscines, au lavage des voitures… Réduction des prélèvements à des fins agricoles inférieure à 50 % (ou équivalent en limitation horaire, journalière ou en tour d’eau), mesures d'interdiction de manœuvre de vanne, d'activité nautique. |
| 1      | Vigilance        | Économies d'eau demandées. Il s'agit de faire appel au bon sens et au civisme des citoyens pour réduire sa consommation au quotidien. |

| Exemple du Loiret en 2022 Un arrêté d'orientations de bassin concernant le bassin Loire-Bretagne, et notamment celui de la Loire, est pris le 28 janvier 2022. Concernant les mesures coordonnées sur la Loire et l'Allier, le seuil de vigilance est déclenché dès que le débit moyen journalier de la Loire mesuré à Gien devient inférieur ou égal à 60 m3/s, le seuil d'alerte dès 50 m3/s, le seuil d'alerte renforcée dès 45 m3/s et le seuil de crise dès 43 m3/s. Un arrêté cadre préfectoral départemental est pris le 6 avril 2022. Il définit les zones d’alerte concernées et les stations d’observation, les mesures de restriction ou d’interdiction provisoires de prélèvement dans les eaux superficielles et les eaux souterraines ainsi que des mesures de restriction ou d’interdiction des usages de l’eau et fixe les seuils d’étiage dans chacun des bassins versants concernés, en dessous desquels des mesures de restriction ou d’interdiction des prélèvements et des usages de l’eau s’appliqueront. Un arrêté départemental de restrictions temporaires est pris le 1er août 2022. Il constate le franchissement du débit seuil d'alerte sur l'axe Loire et met en œuvre des mesures de limitation provisoire des usages de l'eau dans le Loiret. Le niveau d'alerte dans chacune des unités hydrologiques du Loiret se présentait à la date du 3 août 2022 selon la carte ci-contre. Les débits de la plupart des cours d’eau du département sont sous les valeurs seuils de gestion de la sécheresse. Ainsi : - les zones Aquiaulne, Beuvron, Sange, Ouanne, Notreure-Ocre, Loire à Gien et Loire à Onzain sont en alerte ; - les zones Aveyron et Loing amont sont en alerte renforcée ; - les zones Betz, Cléry, Bec d’Able, Avenelle-Ethelin, Bezonde, Cosson, Ardoux, Fusain, Dhuy-Loiret, Montargois, Milleron, Puiseaux, Ru de Pont Chevron, Solin, Trézée-Ousson et Vernisson sont en crise. Les axes Loire et Allier, jusque là en alerte, vont passer en situation d’alerte renforcée et les mesures de restriction suivantes seront mises en place : - Pour les particuliers, entreprises, collectivités, agriculteurs : Interdiction totale de l’arrosage des pelouses, espaces verts, terrains de sport et golfs (sauf pour les green de golf et les jardins potagers pour lesquels l’interdiction est de 8 heures à 20 heures) ; - Pour les agriculteurs : Interdiction des prélèvements pour l’irrigation 3,5 jours par semaine ou 12 heures par jour (dans le cas d’une gestion des prélèvements par volume ou par débit, une réduction de 50 % doit être atteinte). Un arrêté départemental complémentaire est pris le 8 août 2022. Il concerne des mesures de limitation provisoire des usages de l’eau en raison de la sécheresse dans le complexe aquifère de Beauce et ses cours d’eau tributaires dans le département du Loiret. |

Les graphes d'évolution mensuelle du nombre d'arrêtés de restrictions des usages de l'eau et les niveaux de gravité sur les différentes zones d'alerte, tels qu'ils resortent du site Propluvia, permettent de comparer les sécheresses entre elles. Les graphiques qui suivent présentent les années 2019, 2020 et 2021.

#### Perfectibilité du système
L’étude du CGEDD réalisée en 2020, consécutivement à la sécheresse de 2019, montre toutefois que les arrêtés-cadres ne remplissent pas encore suffisamment leur rôle de premier niveau de coordination des mesures, qu'il manque une harmonisation des mesures de restriction (et de leurs dérogations) adaptée aux caractéristiques de chaque sous‑bassin, de nombreux sous-bassins concernant plusieurs préfectures, et que la communication est très largement perfectible. Les mesures doivent être en effet définies en termes simples et intelligibles pour tous. Or les affichages sont peu visibles, les sites sont peu informatifs, les arrêtés sont difficiles à traduire en termes opérationnels et les mesures sont difficiles à localiser pour chaque administré.

### Amendes encourues
En cas de non-respect des restrictions prescrites, les amendes s’élèvent jusqu’à 1 500 euros pour les personnes physiques, encourues pour les contraventions de la 5e classe (art 131-13-5° du Code pénal) et peuvent s'appliquer de manière cumulative à chaque fois qu'une infraction aux mesures de restriction est constatée. En application de l’article 131-41 du Code Pénal, ce montant peut être porté au quintuple s’agissant des personnes morales, soit 7 500 euros.

## Réduction et adaptation au risque de sécheresse

### Préserver la capacité des milieux à retenir l’eau
Préserver la capacité naturelle des milieux aquatiques ou zones humides à retenir l’eau est un moyen efficace pour limiter les risques de sècheresse. Les travaux de drainage qui visent à les assécher les zones humides réduisent fortement cette capacité, et augmentent leur vulnérabilité à la sécheresse. Leur présence dans un bassin versant contribue au contraire à ralentir les phénomènes de sécheresse. De même la végétation boisée qui se développe sur les rives des milieux aquatiques - appelée ripisylve - permet de limiter l’exposition au soleil et au vent à proximité des berges et est particulièrement efficace pour limiter l’échauffement de l’eau des petits cours d’eau.

### Mesures pour économiser l'eau
Le ministère de la Transition écologique et de la Cohésion des territoires préconise en cas de crise, en amont des consignes détaillées figurant dans les arrêtés de restriction temporaire des usages de l'eau, les mesures suivantes pour économiser l'eau :
| Particuliers                                        | - J’évite de laisser couler l’eau ; - Je limite les arrosages de mon jardin ; - J’utilise mes appareils de lavage à plein ; - J’installe des équipements économes en eau.                                                                                               |
| Collectivités                                       | - Je réduis les fuites dans les réseaux de distribution d’eau potable ; - J’ai une connaissance détaillée des volumes d'eau consommés ; - Je distribue des kits hydro-économes dans les foyers ; - J’optimise l’arrosage des espaces verts et du nettoyage des voiries. |
| Industriels                                         | - Je recycle certaines eaux de nettoyage ; - Je mets en place des circuits fermés ; - Je modifie certains modes opératoires et process pour économiser l’eau. |
| Agriculteurs                                        | - Je mets en place des tours d’eau pour l’irrigation ; - J’utilise un matériel d’irrigation hydro-économe ; - J'opte pour des cultures qui exigent moins d'eau. |
| L’eau est une ressource rare, alors économisons-la. | |

## Assurance et réparations

### Cadre général de la couverture des risques naturels en France

#### Cadre réglementaire de 1982 à 2018
En France, les couvertures des risques naturels sont fortement encadrées par la loi. Le régime d’indemnisation des catastrophes naturelles a été créé par la loi du 13 juillet 1982. Il a permis de pallier une carence de couverture des risques naturels qui n’étaient, jusqu’alors, que très peu assurés. Il est fondé sur l’alinéa 12 du préambule de la Constitution du 27 octobre 1946, qui dispose : « La Nation proclame la solidarité et l'égalité de tous les Français devant les charges qui résultent des calamités nationales ».
On doit distinguer les risques relevant du Régime des catastrophes naturelles « CatNat » (principalement : inondation, retrait/gonflement des sols, tremblement de terre, éruptions volcaniques, avalanches, glissement de terrain, etc.) des autres (tempêtes, grêle, poids de la neige, gel). Le dommage doit être « direct », c’est-à-dire découlant exclusivement de l’action d’un agent naturel d’intensité anormale sur un bien assuré. Le régime Catnat évolue à plusieurs reprises sur la période 1982-2017 : en 1992, 2000 et 2016.
| Types de biens                              | Assurables (couverts par le droit commun des assurances) | Assurables (couverts par le droit commun des assurances) | Non couverts (dits non assurables)                        |
| Types de biens                              | Assurés                                                  | Non assurés | Non couverts (dits non assurables)                        |
| ------------------------------------------- | -------------------------------------------------------- | --- | --------------------------------------------------------- |
| Particuliers et entreprises (non agricoles) | Assurances (garantie Tempête contractuelle)              | Solidarité | Régime Catnat                                             |
| Exploitations agricoles                     | Assurances (garantie Tempête contractuelle)              | Subventions publiques (collectivités territoriales et/ou Etat) circonstancielles                                                                                             | Calamités agricoles (FNGRA)                               |
| Collectivités                               | Assurances (garantie Tempête contractuelle)              | Dotation de solidarité en faveur de l'équipement des collectivités territoriales et de leurs groupements touchés par des événements climatiques ou géologiques (depuis 2015) | Programme 122 (réserve parlementaire) [supprimée en 2018] |
| Menaces sur les personnes                   | FPNRM (fonds Barnier)                                    | FPNRM (fonds Barnier) | FPNRM (fonds Barnier)                                     |

#### 2018: suppression de la réserve parlementaire
L’action 01 du programme budgétaire 122, « aides exceptionnelles aux collectivités territoriales », plus communément connues sous le nom de « réserve parlementaire » et de « réserve ministérielle » permettait aux sénateurs et députés de financer des projets associatifs et de collectivités locales, notamment pour les conséquences des risques naturels. L’article 14 de la loi organique du 15 septembre 2017 pour la confiance dans la vie politique a toutefois mis fin à cette pratique. Ainsi, plus aucune subvention ne peut être attribuée au titre de la réserve parlementaire depuis le 1er janvier 2018 en application de l’article 21 de cette même loi.

#### 2021: réforme du régime de catastrophe naturelle, notamment concernant la sécheresse géotechnique
La loi du 28 décembre 2021 vise à améliorer la transparence du processus décisionnel à l'égard des maires et des sinistrés dans le processus de reconnaissance de catastrophe naturelle, dont l'opacité est dénoncée depuis plusieurs années par les élus locaux et les victimes. Les délais de procédure et d'indemnisation sont également revus et la prise en charge des sinistrés renforcée.
Des mesures particulières concernent le risque sécheresse-réhydratation des sols (retrait-gonflement des argiles), dans le contexte du réchauffement climatique. Les indemnisations dues au titre de ces sinistres devront permettre de financer des réparations mettant réellement un terme aux désordres existants. Le texte prévoit en outre une meilleure information de l'assuré tout au long de l'expertise en cas de sinistre causé par la sécheresse. Le délai de prescription au cours duquel l’assuré peut exiger de l’assureur le règlement de l’indemnité qui lui est due en cas de dommages causés par le risque sécheresse-réhydratation des sols est porté de deux à cinq ans.

#### 2023: modification des critères de reconnaissance de l'état de catastrophe naturelle
En 2023, l'Assemblée nationale vote un texte pour mieux indemniser les propriétaires de maisons fissurées à la suite du retrait-gonflement des argiles. Les critères de reconnaissance de l'état de catastrophe naturelle sont modifiés pour augmenter le nombre de communes concernées au titre de ce phénomène de mouvements des sols argileux. Il prévoit notamment que la sécheresse en cause devra être l'une des cinq plus graves sur les 50 dernières années, et non plus l'une des deux plus graves, pour être considérée comme anormale,.

### Régime de catastrophe naturelle
Les mouvements de terrains liés à la présence de sols argileux (sécheresse géotechnique) peuvent provoquer des fissures sur les façades, le décollement des bâtiments annexes, terrasses, trottoirs et escaliers extérieurs des immeubles, la distorsion des portes et fenêtres ou encore la mise en compression de canalisations enterrées et les fissurations de murs de soutènement. Ils sont à distinguer de la sécheresse agricole et de la canicule. Ils entrent dans le champ de la garantie catastrophes naturelles depuis 1989. L'évolution de la connaissance de l'aléa conduit les pouvoirs publics à réviser en 2019 les critères déterminant la sécheresse-réhydratation des sols. Deux critères sont désormais pris en compte : le premier, mis en œuvre depuis 1989, est géotechnique, le second est météorologique. Ce dernier s’appuie sur le recueil et le traitement par Météo-France de nombreuses données météorologiques et hydrologiques permettant de caractériser la teneur en eau des sols. Il prend en compte « une seule variable hydrométéorologique (le niveau d'humidité des sols superficiels) et un seuil unique pour qualifier une sécheresse géotechnique d'anormale (une durée de retour supérieure ou égale à 25 ans) ». Le critère sera apprécié pour chaque saison d'une année : durant l'hiver (janvier à mars), le printemps (avril à juin), juillet à septembre) et l'automne (octobre à décembre),.

### Indemnisation au titre des calamités agricoles
La définition d'une calamité agricole est précisée à l'article L. 361-5 alinéa 2 du code rural et de la pêche maritime (CRPM) : sont considérées comme calamités agricoles « les dommages résultant de risques, autres que ceux considérés comme assurables, d’importance exceptionnelle dus à des variations anormales d’intensité d'un agent naturel climatique, lorsque les moyens techniques de lutte préventive ou curative employés habituellement dans l'agriculture, compte tenu des modes de productions considérés, n'ont pu être utilisés ou se sont révélés insuffisants ou inopérants ». Ce régime est financé par le Fonds national de gestion des risques en agriculture (FNGRA). Le FNGRA est alimenté par le produit de taxes acquittées par les exploitants agricoles, conchylicoles et aquacoles, et par des abondements de l’État en cas de besoin.